# Sacrario militare germanico di Cassino
Il sacrario militare germanico di Cassino (in tedesco: Deutsche Kriegsgräberstätte Cassino) è un cimitero di guerra situato sulle pendici meridionali del Colle Marino in località Caira a circa tre chilometri a nord della città di Cassino, in provincia di Frosinone.
Nel cimitero sono raccolte le spoglie di 20.187 soldati tedeschi, di cui 3.100 non identificati, morti durante la seconda guerra mondiale nell'Italia meridionale, a sud della linea Gustav.

## Storia

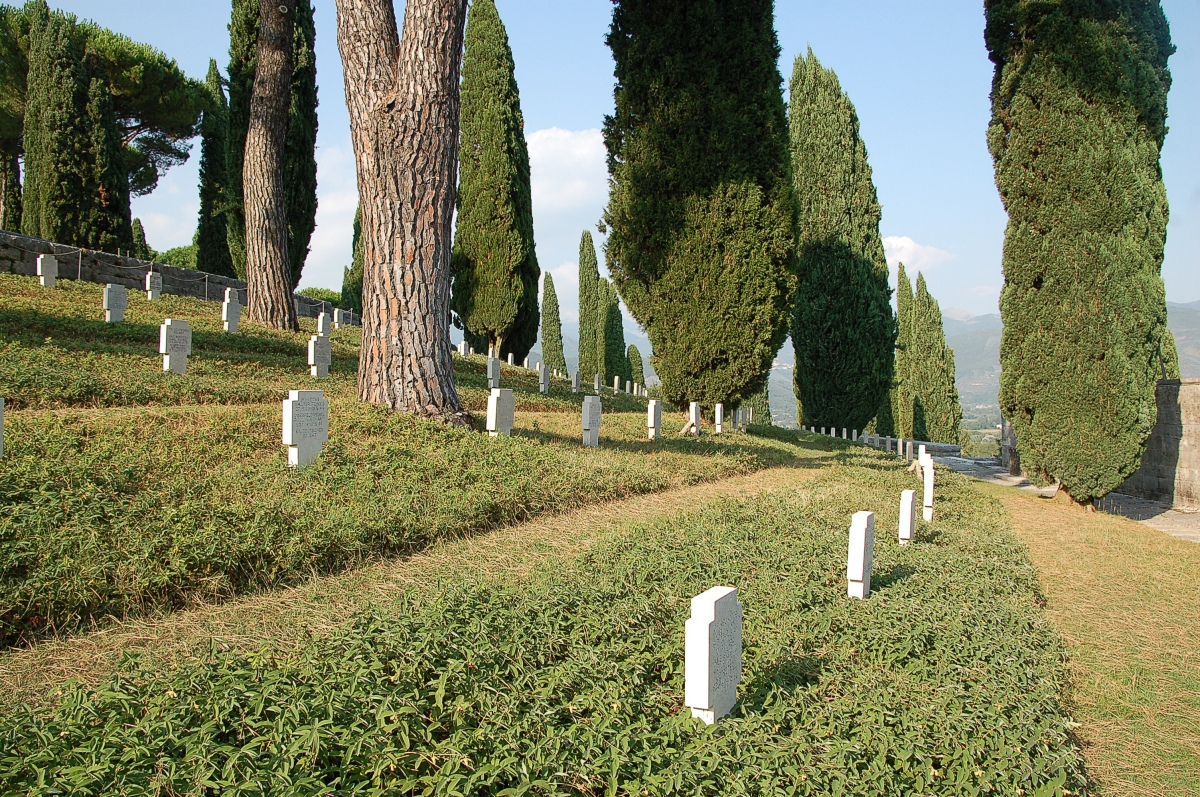
Le tombe disposte sui terrazzamenti ellittici

Nell'accordo bilaterale riguardo ai cimiteri di guerra, concluso nel dicembre 1955 tra il governo federale tedesco e il governo italiano, fu concordato che nei pressi della città di Cassino sarebbe stato costruito un cimitero militare tedesco definitivo per ospitare tutti i soldati tedeschi uccisi in azione nell'Italia meridionale, ad eccezione di quelli caduti in Sicilia (sepolti nel cimitero militare di Motta Sant'Anastasia). 
Il numero di soldati tedeschi tumulati a cassino ammonta a 20.076 e furono recuperati negli anni 1959 e 1960 dal Volksbund Deutsche Kriegsgräberfürsorge e. V. da oltre 602 piccoli cimiteri e tombe isolate di campagna o lungo le strade sparsi in 21 province del sud Italia. Gli incaricati al recupero delle salme hanno spesso svolto un laborioso lavoro di dettaglio per contribuire all'identificazione dei caduti fino ad allora sconosciuti.
Il maggior numero di soldati tedeschi fu ucciso nelle battaglie dello sbarco a Salerno, nella ritirata lungo la costa adriatica e nella battaglia di Cassino.
Il cimitero militare germanico venne inaugurato il 4 maggio 1965.

## Architettura

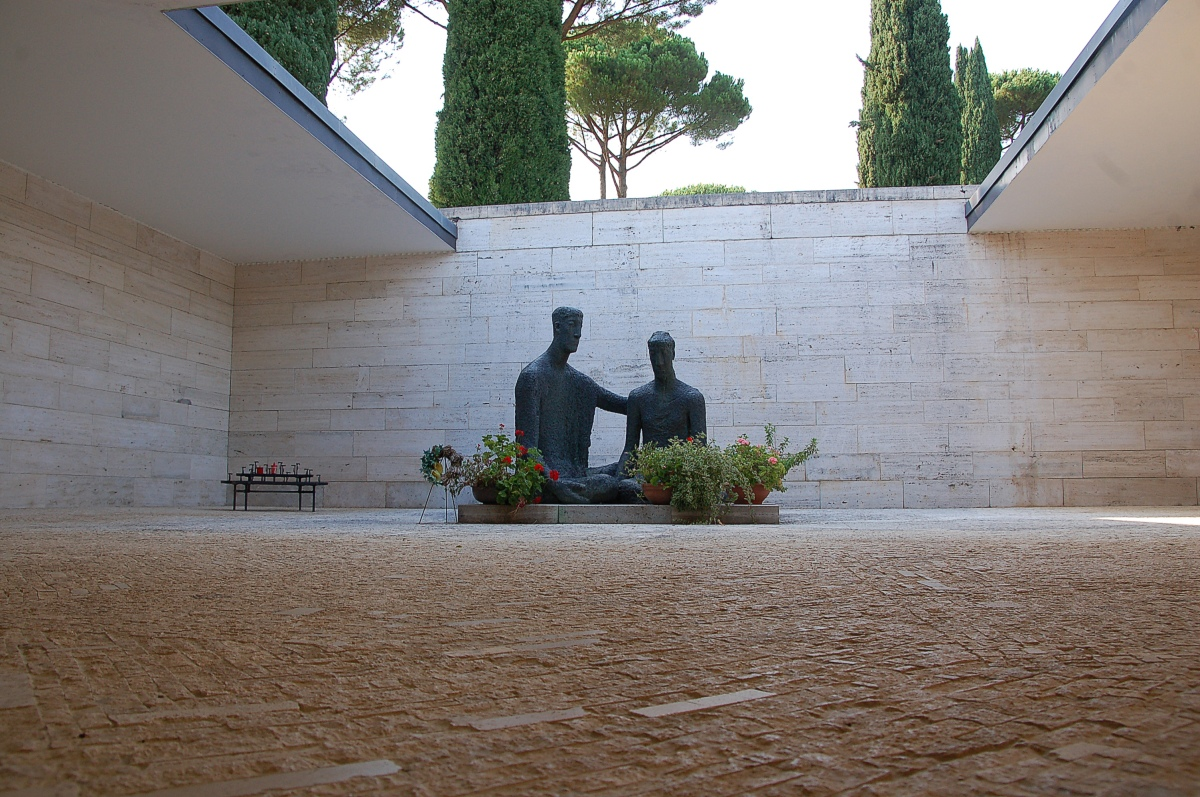
Scultura Afflizione e conforto nell'atrio d'ingresso

L'edificio d'ingresso a forma di cubo, progettato dall'architetto Tischler e portato a termine dal professor Offenberg, ospita la scultura Afflizione e conforto (Trauer und Trost).
I campi di sepoltura sono terrazzati e di forma ellittica. 
Su ogni croce di pietra, su entrambi i lati, ci sono tre nomi di caduti, con il rispettivo rango, data di nascita e data di morte. 
Sulla cima della collina si erge un croce di bronzo forgiato alta undici metri, oltre la quale sono presenti le fosse comuni.

## Messaggi di pace

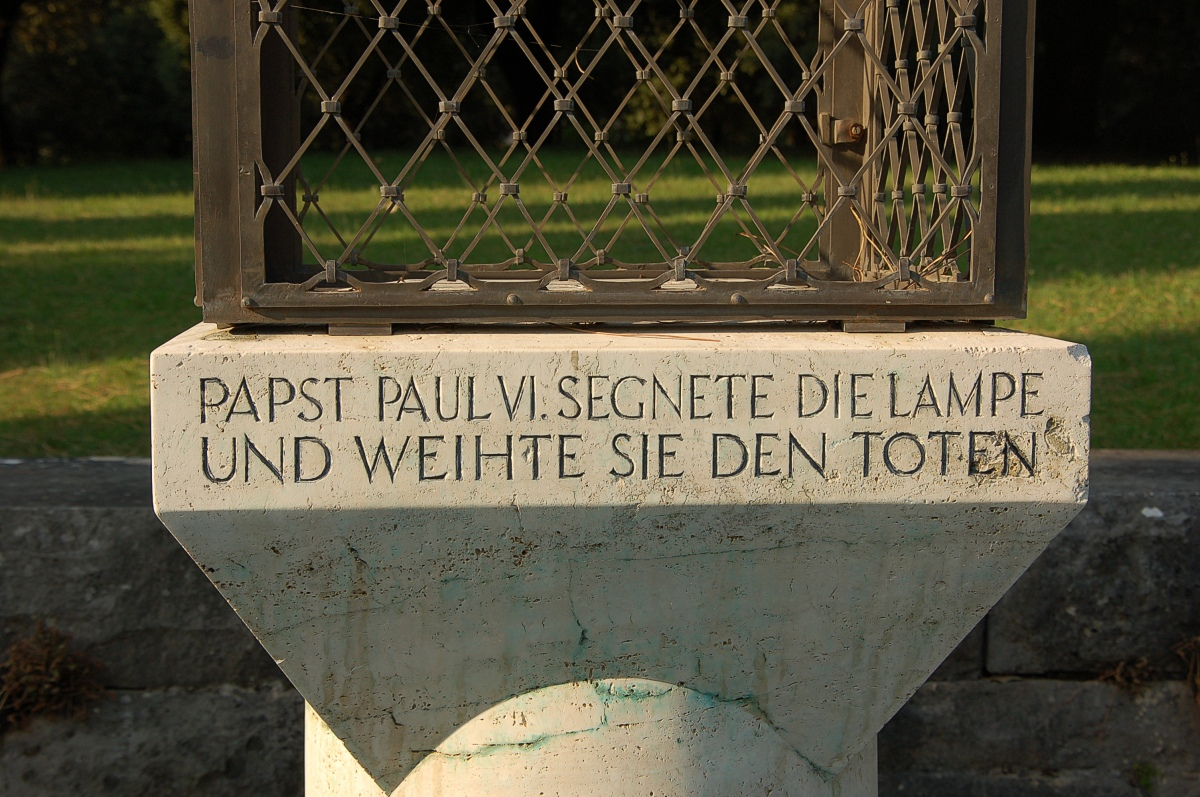
Lampada consacrata da papa Paolo VI

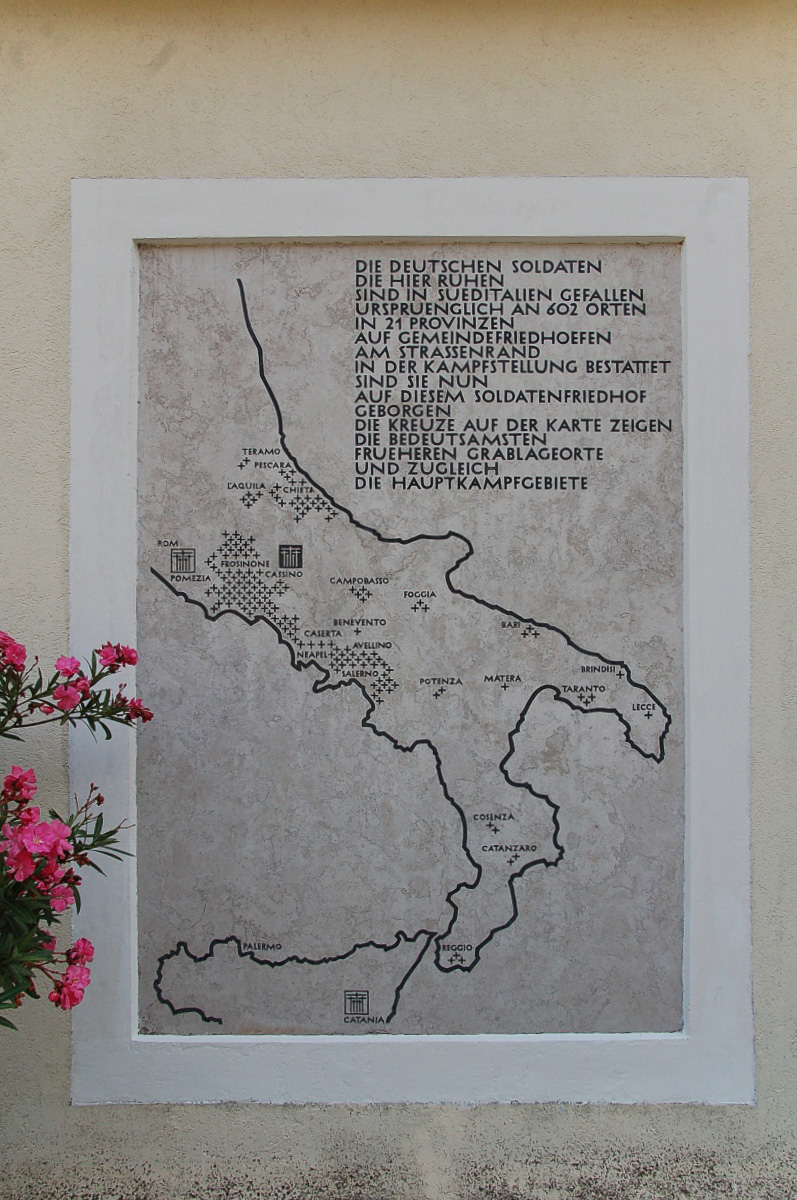
Provenienza delle spoglie dei caduti

La scultura "Fiamma della Pace" (Flamme des Friedens) è stata eretta nel 2012 come simbolo di riflessione. 
Papa Paolo VI donò lampade consacrate per i cimiteri militari di tutte le nazioni della zona di Cassino.

## Filmografia
- (EN) German Cemetery, su YouTube.